# Abdulla Al-Karbi
Abdulla Al-Karbi (né le 10 juin 1990) est un joueur de handball qatarien. Il évolue au sein du Al-Sadd Sports Club Handball et de l'Équipe du Qatar de handball masculin.
Il participe notamment au Championnat du monde 2015.

## Palmarès

### Sélections
Championnats du monde
- médaillé d'argent au Championnat du monde 2015 au Qatar